# Hermann Nuber
Hermann Nuber (ur. 10 października 1935 w Offenbach am Main, zm. 12 grudnia 2022 tamże) – niemiecki piłkarz występujący na pozycji obrońcy.

## Kariera klubowa
Nuber zawodową karierę rozpoczynał w klubie Kickers Offenbach. W 1955 roku wygrał z klubem rozgrywki Oberligi-Süd. W 1959 roku zdobył z zespołem mistrzostwo RFN. Od sezonu 1963/1964 startował z klubem w rozgrywkach Regionalligi. W 1968 roku awansował z klubem do Bundesligi. Zadebiutował w niej 17 sierpnia 1968 w przegranym 1:2 meczu z 1. FC Köln. 31 sierpnia 1968 w zremisowanym 1:1 spotkaniu z Alemannią Akwizgran strzelił pierwszego gola w trakcie gry w Bundeslidze. W 1969 spadł z klubem do Regionalligi. W 1970 powrócił z zespołem do Bundesligi. W 1971 roku zakończył karierę. W 1984 roku był trenerem zespołu Kickers Offenbach.

## Kariera reprezentacyjna
W 1958 roku Nuber został powołany do kadry na mistrzostwa świata. Nie zagrał na nich ani razu, a Niemcy zajęli 4. miejsce w turnieju. W reprezentacji RFN nigdy nie zadebiutował.